# Дрегуджешть
Дрегуджешть, Дрегуджешті (рум. Drăgugești) — село у повіті Бакеу в Румунії. Входить до складу комуни Хеледжу.
Село розташоване на відстані 221 км на північ від Бухареста, 25 км на південний захід від Бакеу, 107 км на південний захід від Ясс, 143 км на північний захід від Галаца, 120 км на північний схід від Брашова.

## Населення
За даними перепису населення 2002 року у селі проживала 2241 особа, усі — румуни. Усі жителі села рідною мовою назвали румунську.